# Королевский оперный театр (Валлетта)
Королевский оперный театр (англ. Royal Opera House), также известный как Королевский театр (англ. Royal Theatre, мальт. It-Teatru Rjal, итал. Teatro Reale) — мальтийский театр, находящийся в мальтийской столице Валлетте, построенный в 1866 году по проекту британца Эдварда Миддлтона Барри. В 1873 году его интерьер пострадал в результате сильного пожара, но театр восстановили в 1877 году. Этот театр был одной из наиболее красивых достопримечательностей Мальты. В 1942 году в результате авианалёта люфтваффе театр был разрушен до основания и не восстанавливался долгие годы. Прорабатывались варианты его сноса, однако в 2013 году по проекту Ренцо Пиано театр был восстановлен: в настоящее время он известен как Пьяцца Театру Рьяль (мальт. Pjazza Teatru Rjal).

## История
Архитектором здания является Эдвард Миддлтон Барри, проектировавший Королевский театр Ковент-Гарден. В 1861 году были готовы планы внешнего вида театра. Первоначальные планы пришлось скорректировать в связи с тем, что улицы по сторонам от театра не учитывались в плане, и результатом корректировок стало появление террасы на стороне Страда-Реале (ныне улица Республики), предложенное мальтийскими архитекторами.
Строительство здания началось в 1862 году после сноса дома «Каса делла Джорната» (итал. Casa della Giornata). Длина театра была 63 м, ширина — 34 м. Через 4 года Оперный театр вместимостью 1095 сидячих мест и 200 стоячих был торжественно открыт на церемонии 9 октября 1866 года. 25 мая 1873 года, однако, произошёл пожар, в результате которого серьёзно пострадала внутренняя отделка. Театр всё же восстановили после споров о том, кто и как будет его перестраивать. Новое открытие прошло 11 октября 1877 года: в тот день на сцене была поставлена «Аида» Джузеппе Верди.
7 апреля 1942 года, вечером вторника, силы люфтваффе совершили авианалёт на Валетту: бомбы угодили прямо в здание Королевского оперного театра и разрушили его до основания. Были уничтожены портик и зрительный зал; уцелела только часть заднего крыла недалеко от колоннады. В 1950-е годы часть руин была уничтожена в целях безопасности. Ходили слухи, что в 1946 году предлагалось силами немецких военнопленных восстановить театр, однако правительство на это не пошло. О театре напоминали только остатки террасы и колонны.

## Варианты реконструкции
Место, где стоял театр, позже расчистили от мусора и груды обломков, однако неоднократно правительства послевоенных лет предпринимали попытки восстановить театр. В 1953 году были предложены шесть проектов, специально созданный комитет остановился на проекте Дзавеллани-Росси и рекомендовал его принятие Правительству, однако Лейбористская партия выступила против строительства по финансовым соображениям, несмотря на выделение 280 тысяч фунтов. В 1957 году этот проект был свёрнут, а с 1961 года о реконструкции никаких обсуждений не велось.
В 1980-е годы мальтийцы связались с Ренцо Пиано и начали обсуждать вопрос строительства нового здания на месте театра и обновления Городских ворот. В 1990 году предложения Пиано были одобрены правительством, но к работе никто так и не приступил. В 1996 году лейбористское правительство объявило о сооружении коммерческого и культурного комплекса с подземной парковкой на месте театра к началу нового тысячелетия, а в конце десятилетия свои планы по сооружению культурного центра предложил и местный архитектор Ричард Ингленд. Всякий раз из-за разногласий эти планы сворачивались.

## Восстановление театра
В 2006 году правительство приняло к рассмотрению проект строительства нового здания парламента: на тот момент парламент заседал в здании бывшей оружейной при Дворце гроссмейстеров. Рассмотрение закончилось отклонением проекта, поскольку все полагали, что на месте театра может стоять только культурное учреждение. К обсуждению проекта о строительстве нового сооружения подключился снова Ренцо Пиано. Проект не обсуждался вплоть до парламентских выборов, а 1 декабря 2008 года премьер-министр Лоренс Гонци возобновил обсуждение проекта бюджетом 80 млн. евро. Пиано убедил не строить парламент на месте Королевского театра, предложив перенести дом на территорию Площади Свободы и восстановить Городские ворота, а предложил на месте разрушенного оперного театра построить театр под открытым небом (амфитеатр).
Решение Пиано по тем меркам было достаточно смелым, однако правительство одобрило эти планы. 8 августа 2013 года театр был официально открыт и получил название Пьяцца Театру Рьяль (мальт. Pjazza Teatru Rjal).